# Langenberg (Nadrenia Północna-Westfalia)
Langenberg – miejscowość i gmina w zachodnich Niemczech, w kraju związkowym Nadrenia Północna-Westfalia, w rejencji Detmold, w powiecie Gütersloh.
W 2013 miejscowość liczyła 8135 mieszkańców; w 2012 było ich 8 113.

## Współpraca
Miejscowość partnerska:
- Neuzelle, Brandenburgia